# Euidotea bakeri
Euidotea bakeri är en kräftdjursart som först beskrevs av Walter E. Collinge 1917.  Euidotea bakeri ingår i släktet Euidotea och familjen tånglöss. Inga underarter finns listade i Catalogue of Life.